# Sulfuro de hierro(II)
Sulfuro de hierro(II) (en la nomenclatura clásica; sulfuro ferroso) es un compuesto químico de fórmula FeS.  En la práctica, los sulfuros de hierro son a menudo no-estequiométricos. El sulfuro de hierro en polvo es pirofórico.
Se puede obtener por reacción entre hierro y azufre.
{\displaystyle {\ce {S(s) + Fe(s) -> FeS(s)}}}
En la naturaleza se presenta en forma de piritas y marcasita, en las que se muestra como disulfuro de hierro(II) (FeS2). Existe una variedad de sulfuro de hierro(II) denominada pirrotina que se caracteriza por mantener proporciones deficitarias de hierro, con fórmula aproximada Fe7S8. Cuando se obtiene en el laboratorio por precipitación de Fe(II) con sulfuro de hidrógeno o cualquier otro sulfuro soluble (Na2S, (NH4)2S, etc. ) posee estructura similar al arseniuro de níquel.

## Presencia natural del sulfuro de hierro(II)

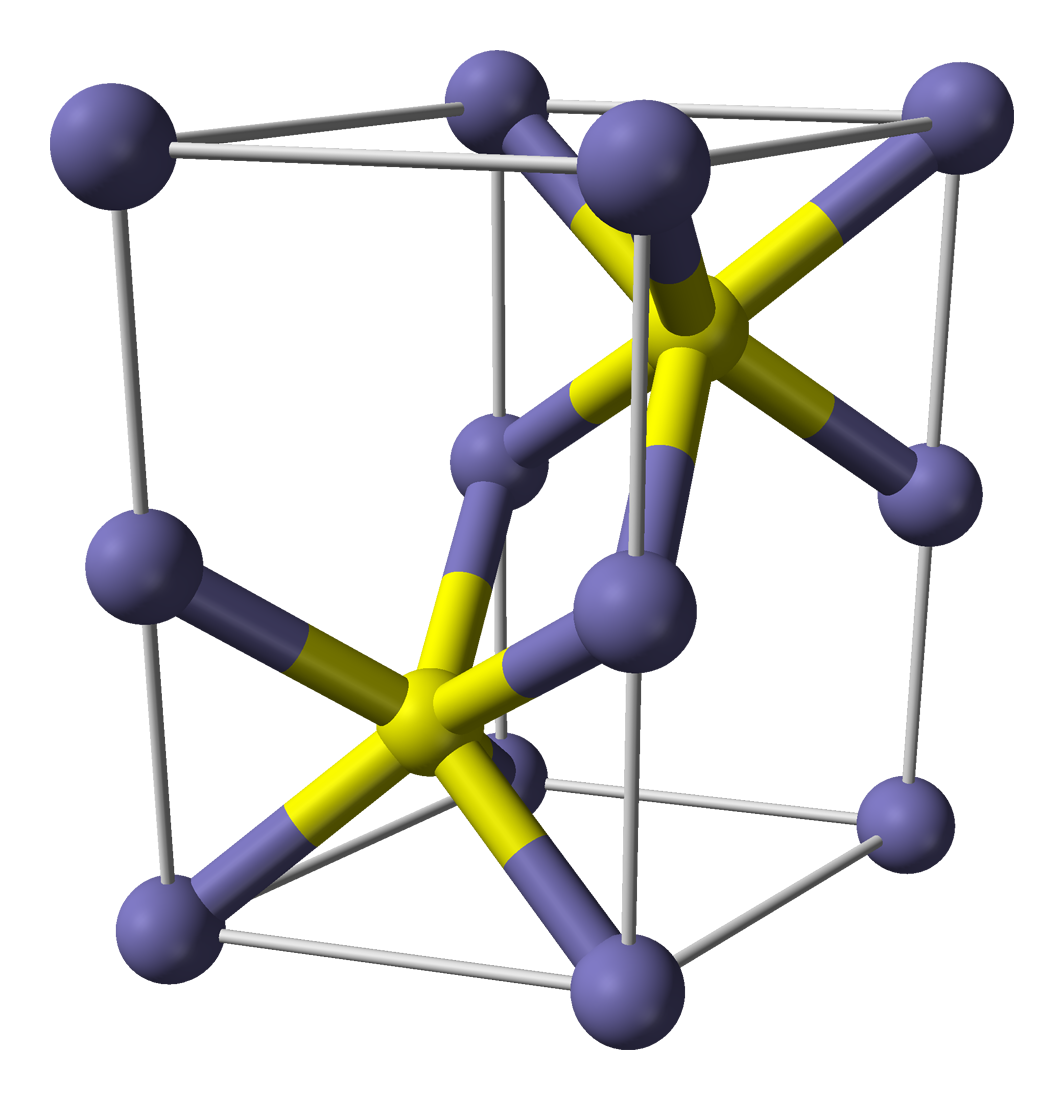
Modelo de bolas y varillas para el sulfuro de hierro(II).

El sulfuro de hierro(II) es una sustancia muy abundante en la naturaleza, presentándose de varias formas según su estequiometría y propiedades, formando depósitos minerales:
- Pirrotina,  Fe1-xS, un mineral que es también el producto residual de la bacteria Desulfovibrio. La pirrotita posee ferrimagnetismo y cristaliza en el sistema monoclínico.
- Troilita, FeS, que tiene una composición similar a la pirrotita, pero no posee propiedades ferromagnéticas debido a su composición estequiométrica y cristaliza en el sistema hexagonal.
- Mackinawita, Fe1+xS (a menudo se escribe como (Fe,Ni)9S8), la forma menos estable de sulfuro de hierro, tiene una estructura en capas.
- Pirita, forma mineral del disulfuro de hierro(II) (FeS2) con una apariencia similar al oro, por lo que también es conocida como el "oro del loco". Un mineral relacionado es la marcasita, polimorfo de la pirita.
- Keilita (Fe,Mg)S fue encontrada recientemente en un meteorito.

## Usos pedagógicos
Ciertos principios químicos, como la ley de Lavoisier (de la conservación de la masa) o la ley de Proust (de las proporciones fijas o constantes) se ilustran bien usando la química de los sulfuros de hierro. Se pueden demostrar los métodos de la composición química mediante la formación de sulfuro de hierro(II) a partir de azufre y de hierro, según la ecuación arriba indicada. También puede ser usada para términos científicos con fines de implementarlo en un producto químico.
- Esta reacción es endotérmica o sea, es necesario aportarle energía para que la reacción avance.
- El hierro posee ferromagnetismo y es atraído por un imán; Los sulfuros de hierro, no.
- Si mezclamos sulfuro de hierro con ácido clorhídrico (HCl), podremos mostrar las propiedades ácidas del ácido clorhídrico y el acre y nauseabundo humo tóxico del sulfuro de hidrógeno o ácido sulfhídrico que se forma en esta reacción de desplazamiento:

{\displaystyle {\ce {FeS(s) + HCl(aq) -> FeCl2(aq) + H2S(g)}}}